# قطعنامه ۱۴۸۳ شورای امنیت
قطعنامه  ۱۴۸۳ شورای امنیت سازمان ملل متحد که در تاریخ ۲۲ مه ۲۰۰۳ تصویب شد، سندی بین‌المللی دربارهٔ بررسی وضعیت میان عراق و کویت است. این قطعنامه طی نشست ۴۷۶۱ام با ۱۴ رای موافق، ۰ مخالف و ۰ ممتنع تصویب شد.